# Raar
Raar (Limburgs: Raor) is een buurtschap in de gemeente Meerssen in de Nederlandse provincie Limburg. Deze ligt op het Centraal Plateau, tussen Meerssen en Groot Haasdal op een hoogte van ongeveer 120 meter.
De naam Raar werd voor het eerst vermeld in 1347 en is waarschijnlijk afgeleid van rade, dat 'ontginning' of 'open plaats' betekent. Hier lag toen een hoeve van de Abdij van Houthem. Het plateau bij Raar, tussen Meerssen, Ulestraten en Houthem, is tegenwoordig vrijwel geheel ontgonnen en is in gebruik als landbouwgebied. Hier zijn ook enkele wijngaarden.
Het gehucht Raar bestaat uit enkele boerderijen. Ook liggen er twee wegkapelletjes, die beide gewijd zijn aan Maria, waarvan een specifiek aan Onze-Lieve-Vrouw van Lourdes. Het oudste kapelletje is de Onze-Lieve-Vrouw-van-Lourdeskapel daterend uit 1814 en is in 1909 gerestaureerd. Het andere kapelletje is de Mariakapel, dat deels uit mergel is opgetrokken, heeft een sluitsteen met het jaartal 1854.

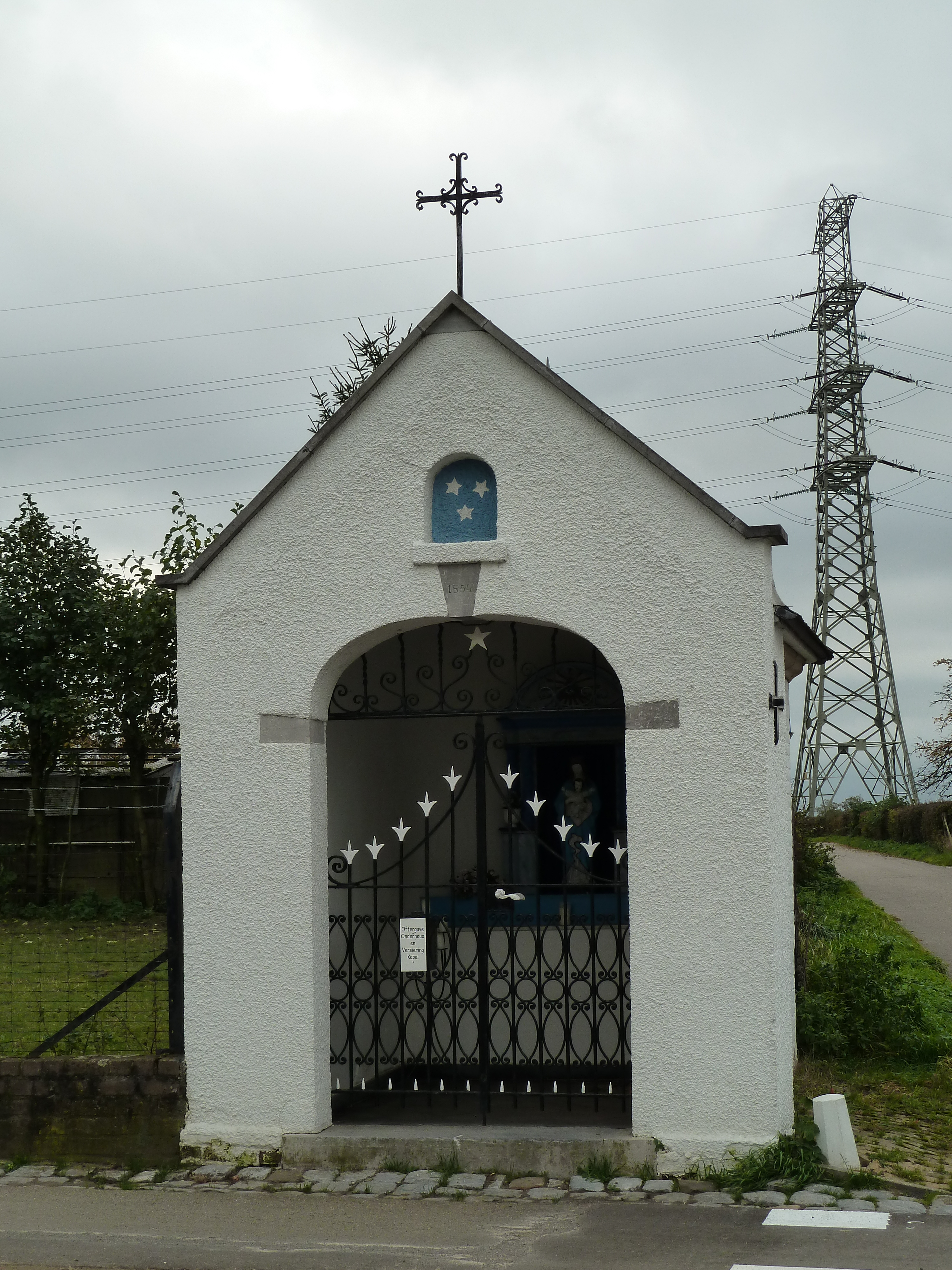
Mariakapel met jaartal 1854
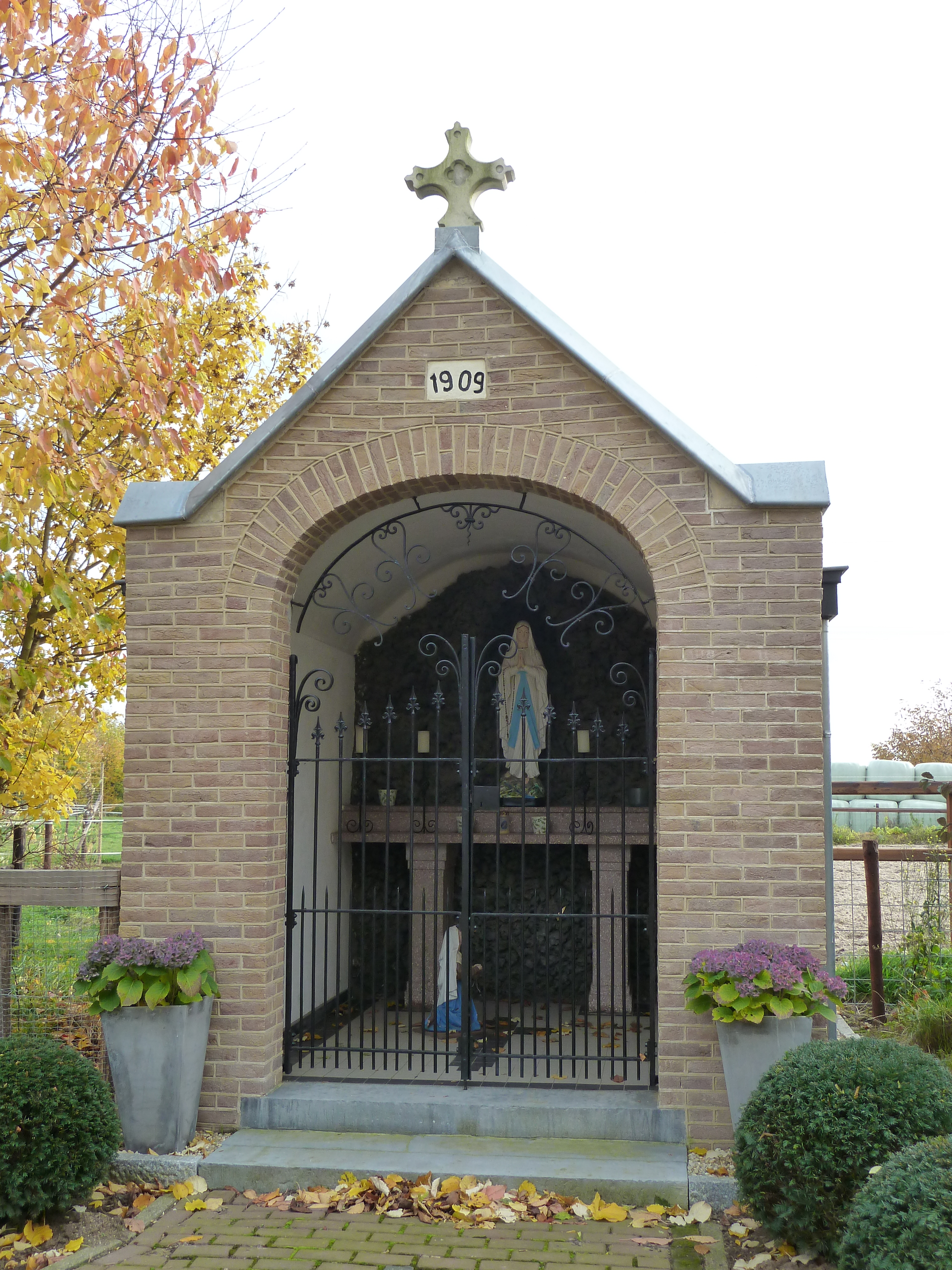
Mariakapel met jaartal 1909

## Rijksmonumenten
In Raar zijn er een viertal rijksmonumenten te vinden.

De vier rijksmonumenten van Raar
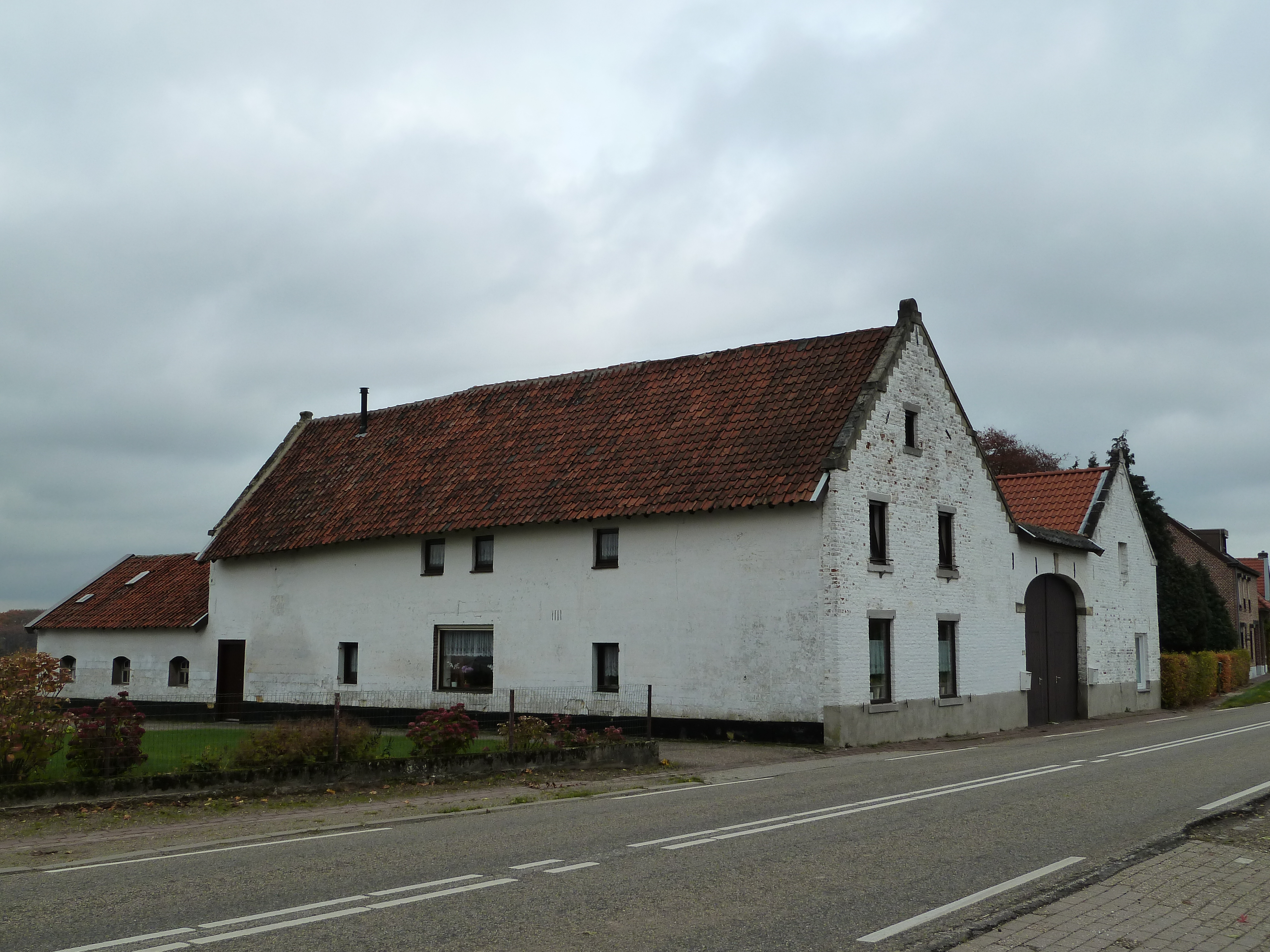
Raar 21
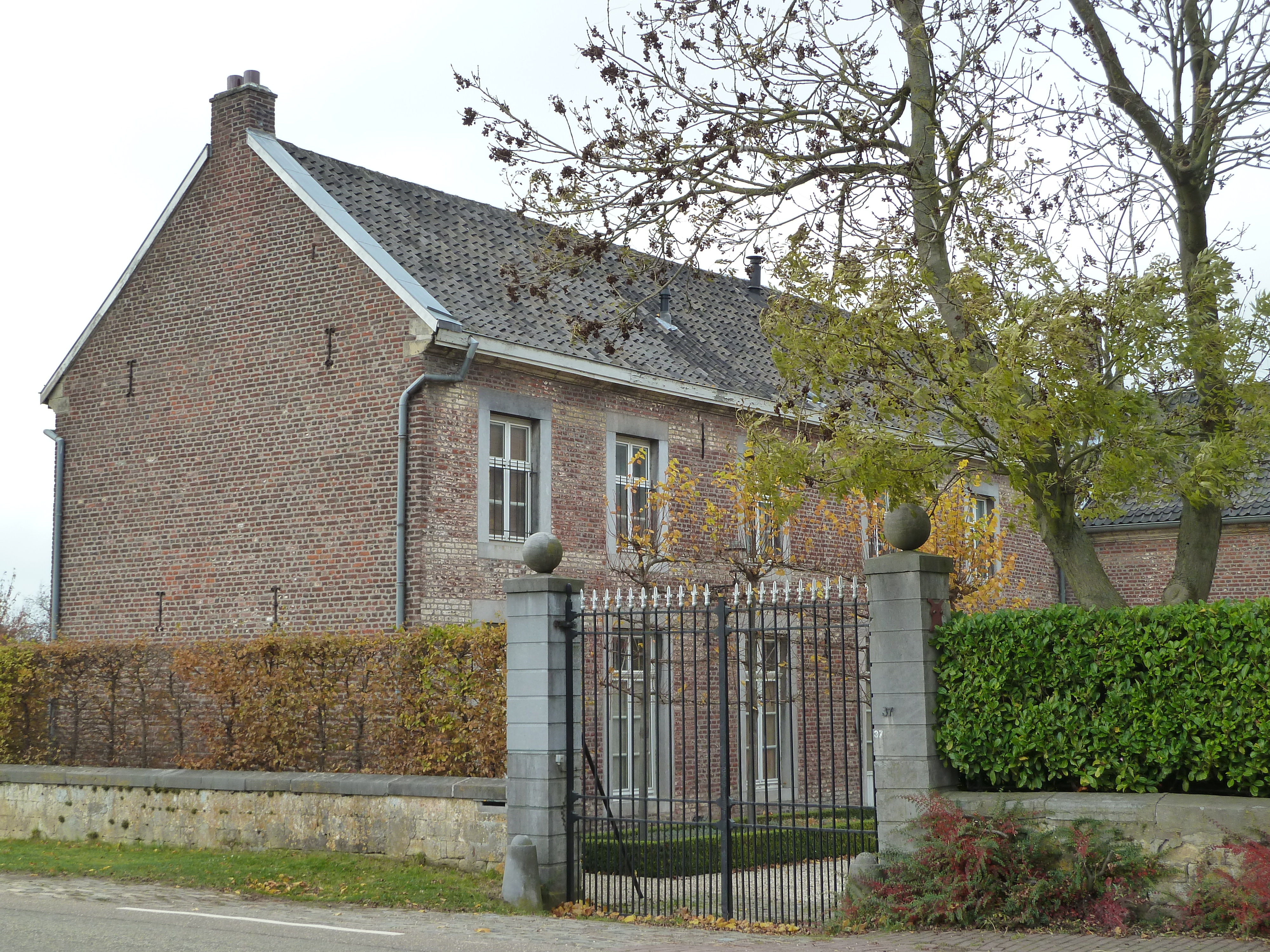
Raar 37
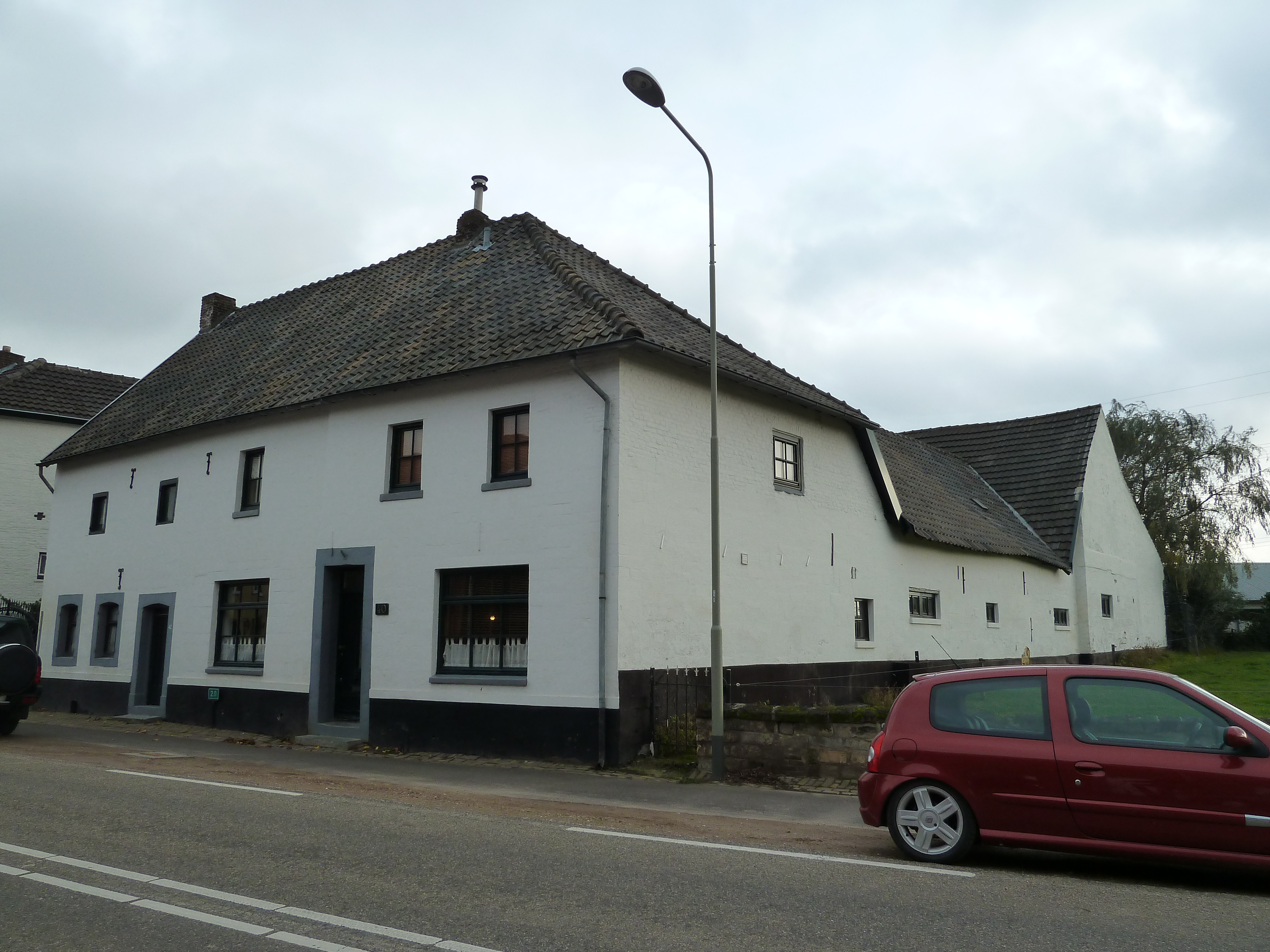
Raar 40
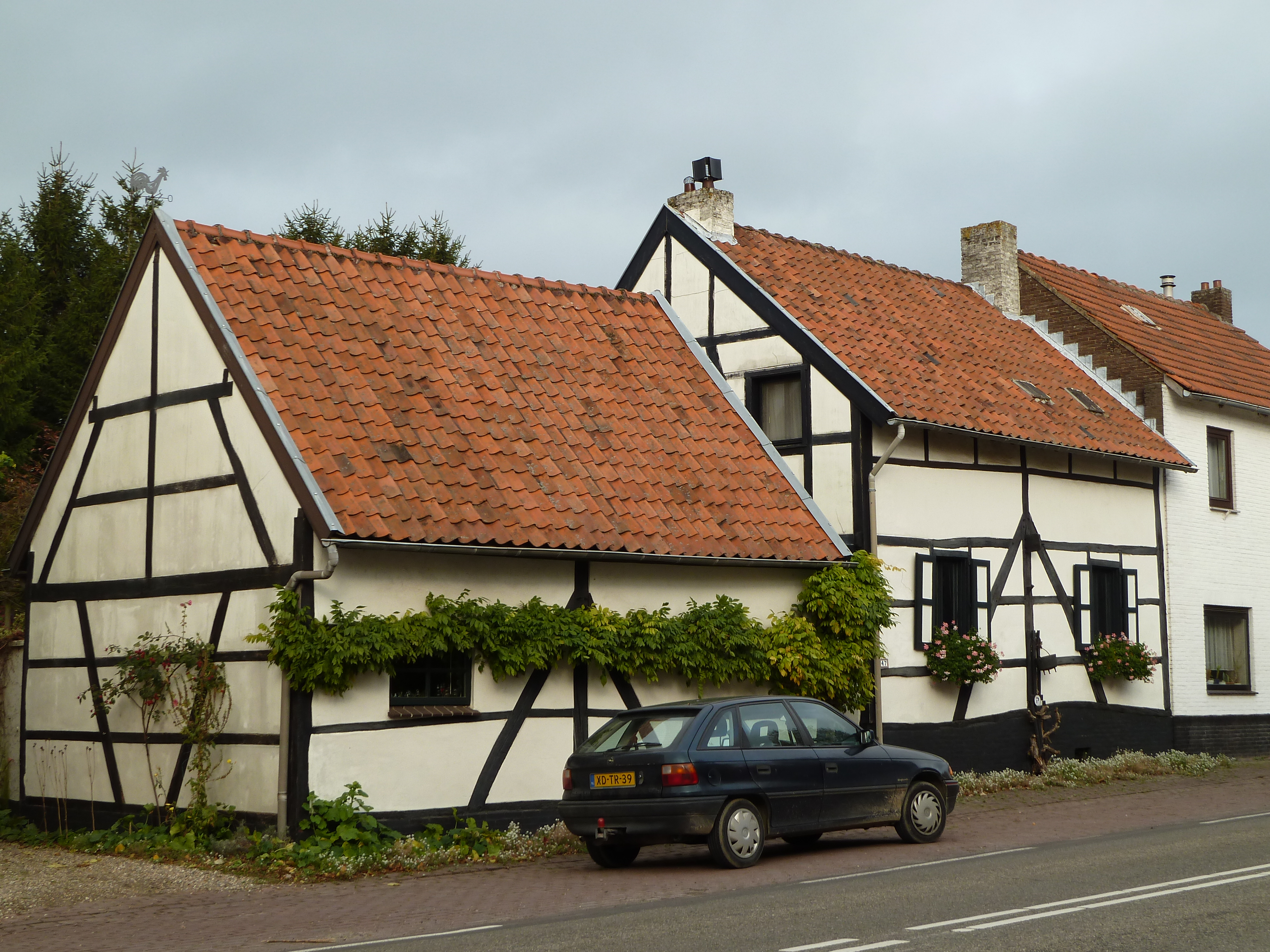
Raar 47

Dorpen: Bunde · Geulle · Geulle aan de Maas · Meerssen · Moorveld · Rothem · Ulestraten

Buurtschappen en gehuchten: Broekhoven · Brommelen · Genzon · Groot Berghem · Hulsen · Humcoven · Hussenberg · Kasen · Klein Berghem · Oostbroek · Raar · Schietecoven · Snijdersberg · Stommeveld · Vliek · Voulwames · Waterval · Weert · Westbroek

Limburg: Steden en dorpen      Nederland: Provincies · Gemeenten